# Pseudochazara kanishka
Pseudochazara kanishka är en fjärilsart som beskrevs av Aussem 1980. Pseudochazara kanishka ingår i släktet Pseudochazara och familjen praktfjärilar. Inga underarter finns listade i Catalogue of Life.